# Johann Conrad Varnbüler
Johann Conrad Varnbüler (* 1550 in Baden; † 9. März 1609 in Halberstadt) war ein deutscher Jurist und Rat.

## Leben

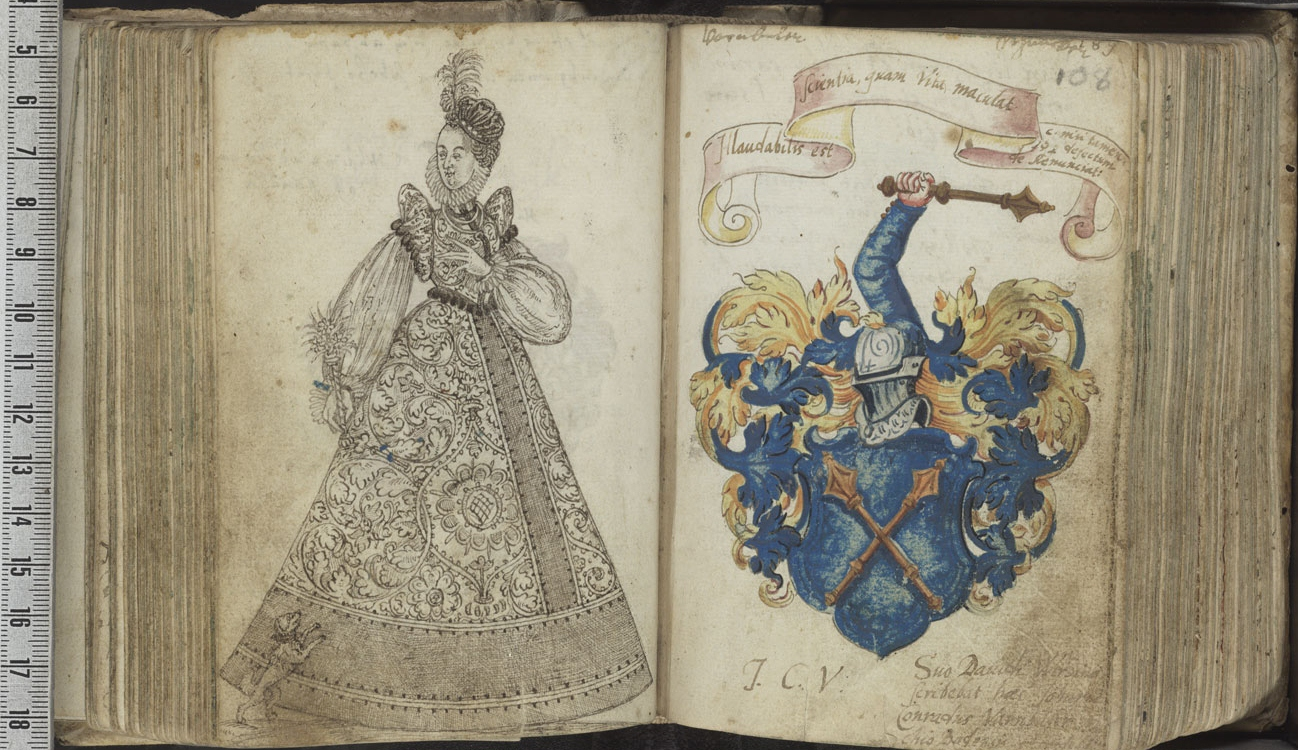
Stammbucheintrag Varnbülers 1573 in Heidelberg mit seinem Familienwappen

Varnbühler begann 1567 sein Studium der Rechtswissenschaften an der Universität Wittenberg. Er erhielt 1576 die Einladung zur Promotion zum Dr. beider Rechte an der Universität Basel. Im Staatsdienst von Braunschweig-Wolfenbüttel stieg er zum Fürstlich Braunschweigischen und Bischöflich Halberstädtischen Rat auf.
Am 18. Januar 1594 wurde er vom Lübecker Rat für fünf Jahre gerechnet von Trinitatis des Jahres zum Syndicus der Hansestadt Lübeck bestellt und nahm diese Bestellung auch an. Er konnte sein Amt in Lübeck jedoch nicht antreten, weil er von seinem vorherigen Dienstherrn Herzog Heinrich Julius von Braunschweig entgegen vorherigen Zusagen nicht freigegeben wurde.
1608 war er Mitunterzeichner eines offenen Edikts mit dem Verbot jeder Verbindung mit der Stadt Braunschweig, das auf dem – nur gering besuchten – Kreistag des Niedersächsischen Reichskreises zu Helmstedt am 13. Oktober 1608 beschlossen worden war. Es richtete sich auch namentlich gegen die Hansestädte Bremen und Lübeck, die Braunschweig in dieser Zeit seiner Behauptung gegen die Herzöge von Braunschweig diplomatisch, wirtschaftlich und militärisch über die Hanse unterstützten (Braunschweiger Fehde).